# ضروس العقل المنطمرة
ضروس العقل المنطمرة  (بالإنجليزية: Impacted wisdom teeth)‏ هو اضطراب حيث يتم منع الأضراس الثالثة (ضروس العقل) من الظهور في الفم. يمكن أن يحدث هذا بسبب حاجز مادي، مثل الأسنان الأخرى، أو اضطراب في النمو حيث تكون الزاوية بعيدة عن الموضع العمودي. تكون ضروس العقل المنطمرة عادةً بدون أعراض، إلى أن تكون اتصالًا بالفم، أو تسبب حركتها أضرارًا بالضروس المجاورة، أو تتطور أمراضًا حول السن مثل الكيس، حيث يمكن أن يتطور ألم وتورم موضعي.
من المحتمل أن تنطمر ضروس العقل بسبب عدم التوافق بين حجم الأسنان وحجم الفك. تصنف ضروس العقل تبعًا لاتجاه انطمارها، وعمقها مقارنة بسطح العض للأسنان المجاورة وكمية تاج السن الذي يمتد خلال أنسجة اللثة أو العظم. يمكن أيضا تصنيف ضروس العقل تبعًا لوجود أو عدم وجود الأعراض والمرض. غالباً ما يبدأ فحص وجود ضروس العقل في أواخر مرحلة المراهقة عندما قد تصبح الأسنان المتطورة جزئياً منطمرة.يشمل الفحص عادة الفحص السريري بالإضافة إلى الأشعة السينية مثل أشعة البانوراما.
يمكن علاج العدوى الناتجة عن ضروس العقل المنطمرة في البداية بالمضادات الحيوية أو تقليح الأسنان وكشط الجذر أو جراحة الأنسجة الرخوة لأنسجة اللثة المحيطة بالأسنان. بمرور الوقت، تميل معظم هذه العلاجات إلى الفشل ويصاب المرضى بأعراض متكررة. أكثر علاج شائع هو خلع ضرس العقل.مخاطر خلع ضرس العقل تتناسب تقريبًا مع صعوبة الخلع. في بعض الأحيان، عندما يكون هناك خطر كبير على العصب السنخي السفلي، يتم إزالة تاج السن فقط (وتترك الجذور عن قصد) في إجراء يسمى coronectomy. الخطر طويل المدى لعمل هذا هو أن العدوى المزمنة يمكن أن تستمر من بقايا الأسنان. يتم تشخيص حالة الضرس الثاني بشكل جيد بعد خلع ضرس العقل مع احتمال فقدان العظام بعد الجراحة عند اكتمال الاستخراج عند الأشخاص الذين تبلغ أعمارهم 25 عامًا أو أكبر. يوجد جدل علاجي من حيث الحاجة إلى وتوقيت خلع أضراس العقل الخالية من الأمراض والتي لا تسبب مشاكل. يشير مؤيدو الإزالة المبكرة إلى تزايد مخاطر الخلع بمرور الوقت وتكاليف مراقبة ضروس العقل التي لم تتم إزالتها. يشير مؤيدو الاحتفاظ بضروس العقل إلى مخاطر وتكلفة الجراحة غير الضرورية.
تؤثر هذه الحالة على ما يصل إلى 72٪ من سكان السويد. وقد تم وصف ضروس العقل في النصوص القديمة لأفلاطون وأبقراط، وأعمال داروين وأقدم أدلة لطب الأسنان العلاجي. كان اجتماع التقنيات المعقمة والأشعة والتخدير في أواخر القرن التاسع عشر وأوائل القرن العشرين الذي سمح بإدارة أكثر روتينية لضروس العقل المتأثرة.

## تصنيف
يتم تصنيف جميع الأسنان إما النامية، بزغت (في الفم)، منطمرة جزئيًا (لا تبزغ برغم عدم وجود حاجز لها من الأسنان الأخرى) أو منطمرة كليًا. الأسنان المنطمرة هي التي لا تبزغ بسبب الانسداد بسبب الأسنان الأخرى.ضروس العقل هي آخر أسنان تبزغ في الفم وهي أكثرها عرضة للانطمار. تتكون بين عمر 14 و 25، وتتشكل الجذور بنسبة 50٪ عند سن 16 عاما، و 95٪ من ضروس العقل تبزغ قبل سن 25، ولكن بعض حركة الأسنان يمكن أن تستمر إلى ما بعد سن ال 25. :140
تصنف ضروس العقل تبعا لـ: اتجاه وعمق الانطمار، وكمية المساحة المتاحة لبزوغ الأسنان، وكمية الأنسجة الرخوة أو العظم (أو كليهما) التي تغطيها. تساعد بنية التصنيف الأطباء على تقدير مخاطر الإصابة بالالتهابات والعدوى والمضاعفات المرتبطة بإزالة ضرس العقل.  تصنف ضروس العقل أيضًا من خلال وجود (أو غياب) الأعراض والمرض.

وجدت إحدى المراجعات أن 11٪ من ضروس العقل سيكون لها دليل على المرض ويجد لها [أعراض]، و 0.6٪ سيكون لديهم الأعراض لكن ليس لديهم مرض، و 51٪ سيكونون بدون أعراض لكن لديهم مرض حاضر، و 37٪ سيكونون بدون أعراض وليس لديها مرض. غالبًا ما يتم وصف ضروس العقل المنطمرة من خلال اتجاه انحرافها (المائلة للأمام أو بزاوية إنسية هي الأكثر شيوعًا) وعمق الانحراف وعمر المريض بالإضافة إلى عوامل أخرى مثل العدوى الموجودة مسبقًا أو وجود الأمراض (الخراجات، الأورام أو التهاب عظم الفكين).:143–144يتم استخدام كل من هذه العوامل للتنبؤ بصعوبة (ومعدل المضاعفات) عند خلع الضرس المنطمر.
يُعرف نظام تصنيف آخر غالبًا ما يتم تدريسه في مدارس طب الأسنان بالولايات المتحدة باسم تصنيف بيل وغريغوري (Pell and Gregory). يتضمن هذا النظام مكونًا أفقيًا وعموديًا لتصنيف موقع الأضراس الثالثة (ينطبق في الغالب على الأضراس الثالثة السفلية): علاقة الضرس الثالث بمستوى الأسنان الموجودة بالفعل في الفم وهذا هو المكون الرأسي أو السيني، وعلاقة ضرس العقل بالحد الأمامي للشعبة الصاعدة من الفك السفلي وهذا هو المكون أفقي أو مكون ص.

## العلامات والأعراض

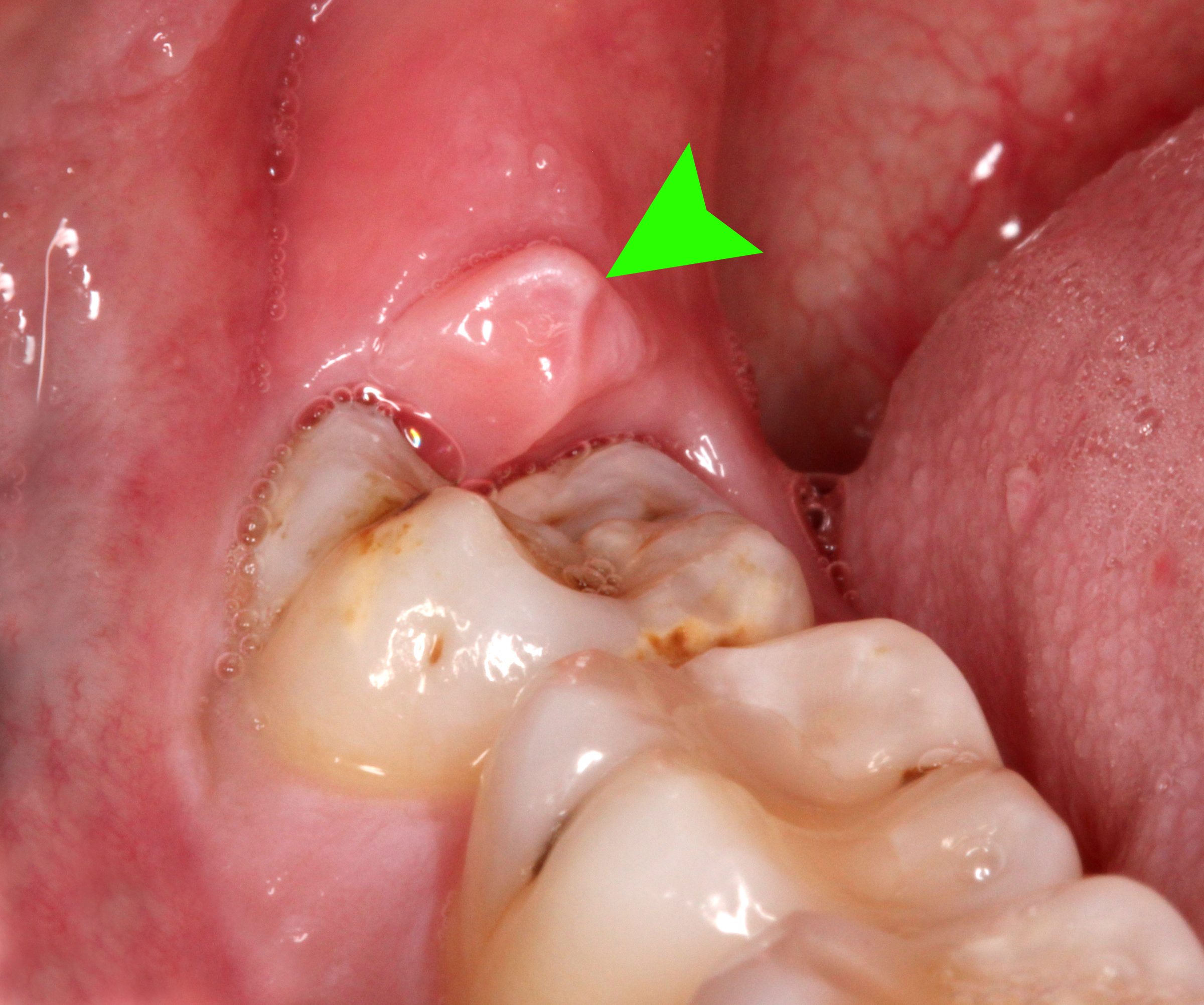
التهاب أنسجة ما حول التاج (السهم الأخضر) السن رقم 4.8

ضروس العقل المنطمرة التي لا يوجد لها اتصال بالفم، والتي ليس لها أي أمراض مرتبطة بالسن، ولم تسبب امتصاص الأسنان على الأسنان المجاورة، نادرًا ما تكون لها أعراض. فرص حدوث مرض عند ضروس العقل المنطمرة التي لا يوجد لها اتصال مع الفم هي حوالي 12 ٪. عندما تتصل ضروس العقل بالفم، فإن الطعام والبكتيريا تتغلغل حول الضرس وتتسبب في أعراض مثل الألم الموضعي، وتورم ونزيف الأنسجة التي تغمر السن. يُسمى النسيج الذي يحيط بالسن بغطاء السن ([./https://en.wikipedia.org/wiki/Operculum_(dentistry) operculum])، ويسمى هذا بـالتهاب ما حول التاج ([./https://en.wikipedia.org/wiki/Pericoronitis pericoronitis]).:141 يحدث التهاب اللثة المزمن ذو الدرجة المنخفضة عادة في ضرس العقل أو الضرس الثاني، مما يسبب أعراضًا أقل وضوحًا مثل رائحة الفم الكريهة ونزيف اللثة. يمكن أن تظل الأسنان أيضًا بدون أعراض (خالية من الألم)، حتى مع وجود مرض.
المصطلح «بدون أعراض» (asymptomatic) يعني أن الشخص ليس له أعراض. لا ينبغي أن يكون المصطلح بدون أعراض معادلاً لغياب المرض. معظم الأمراض ليس لها أعراض في وقت مبكر من عملية المرض. فمثلا السن بلا عرض أو ألم يمكن أن تكون مصابة بعدوى لسنين طويلة قبل أن تظهر أعراض الألم.

## الأسباب
تصبح ضروس العقل منطمرة عندما لا يكون هناك مساحة كافية في الفكين للسماح لجميع الأسنان بالبزوغ في الفم. نظرًا لأن ضروس العقل هي اخر الأسنان التي تبزغ في الفم، ونظرًا لعدم وجود مساحة كافية في الفكين لاستيعاب المزيد من الأسنان، تصبح أسنان الحكمة عالقة في الفكين، أي أنها منطمرة. هناك استعداد وراثي لانطمار الأسنان. يلعب علم الوراثة دورًا مهمًا، وإن لم يكن متوقعًا، في إملاء حجم الفك والأسنان وإمكانية بزوغ الأسنان. يعتقد البعض أيضًا أن هناك انخفاضًا تطوريًا في حجم الفك نظرًا لوجود أنظمة غذائية حديثة أكثر نعومة وأقل خشونة من غذاء أجدادنا.

## الفيزيولوجيا المرضية

ضرس عقل منطمر ومصاب بالتسوس ووجود كيسة (السهم الأخضر) مغيرة مكان العصب السنخي السفلي (الأزرق)

ضروس العقل المنطمرة والمغطاة بالكامل بالعظام والأنسجة الرخوة، لا تتواصل مع الفم، ولها معدل منخفض من العدوى السريرية المهمة. نظرًا لأن السن لا يبزغ مطلقًا، فإن بصيلات الأسنان التي تحيط بالسن لا تتحلل أثناء البزوغ، ويمكن أن تتطور الخراجات أو الأورام غير الشائعة مع مرور الوقت.:141 تقديرات معدل حدوث الخراجات أو الأورام الأخرى (كلها حميدة تقريبًا) حول متوسط الأسنان المنطمرة بنسبة 3٪، وعادة ما يظهر ذلك عند الأشخاص دون سن 40. هذا يشير إلى أن فرصة تشكيل الورم تتناقص مع تقدم العمر.:141

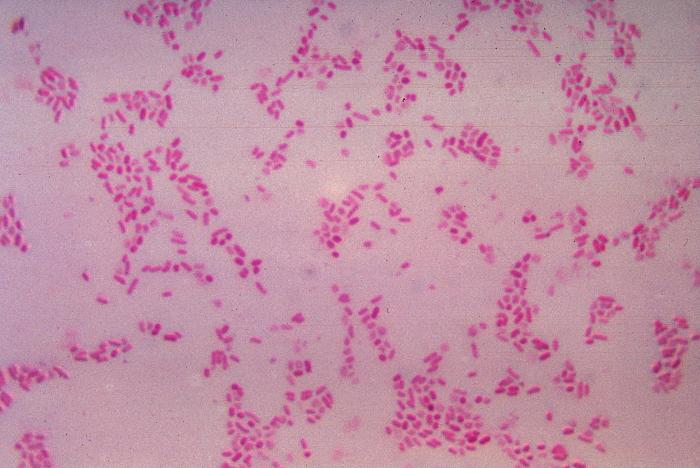
البكتيريا عصوانية الهشة تحت المجهر

بالنسبة للأسنان المدفونة جزئيًا في الأشخاص الذين تزيد أعمارهم عن 20 عامًا، فإن أكثر الأمراض شيوعًا والسبب الأكثر شيوعًا لإزالة ضرس العقل هو التهاب ما حول التاج أو التهاب نسيج اللثة فوق ضرس العقل المدفون. تشمل البكتيريا المرتبطة بالعدوى الهضمونية العقدية (Peptostreptococcus)، البكتيريا المغزلية (Fusobacterium)، والبكتيريا العَصَوَانِيَّةُ (Bacteroides). المرض الثاني الأكثر شيوعًا المقبل هو تسوس الأسنان أو نخر الأسنان. خمسة عشر في المئة من الأشخاص الذين لديهم ضروس عقل محتجزة وجزء منها ظاهر في الفم لديهم تجويفات على ضرس العقل أو الضرس الثاني المجاور بسبب ضرس العقل. معدل تسوس الأسنان في الجزء الخلفي من الضرس الثاني في أي مكان من 1 ٪ إلى 19 ٪ مع اختلاف كبير يعزى إلى زيادة العمر.
في خمسة بالمائة من الحالات، يؤدي التهاب التهاب دواعم السن المتقدم أو التهاب اللثة بين الأضراس الثانية والثالثة إلى إزالة ضرس العقل.:141 بين المرضى الذين يعانون من ضروس العقل المحتجزة بدون أعراض، ما يقرب من 25 ٪ لديهم التهابات اللثة (أمراض اللثة).:ch13الأسنان ذات الجيوب اللثوية التي يزيد حجمها عن 5 مم لديها معدلات فقد للأسنان تبدأ من 10 أسنان ضائعة لكل 1000 من الأسنان في السنة، وتصل إلى معدل 70 من الأسنان تضيع سنويًا لكل 1000 أسنان للجيوب التي تصل لـ 11 ملم.:57 يزداد خطر الإصابة بأمراض اللثة وتسوس الأسنان على الأضراس الثالثة مع التقدم في العمر لأقلية صغيرة (أقل من 2٪) من البالغين الذين يبلغون من العمر 65 عامًا أو أكبر مع الحفاظ على الأسنان دون تسوس أو أمراض اللثة و 13٪ يحتفظون بضروس عقل غير مصابة بتسوس أو أمراض اللثة. يزداد عمق سبر الجيب حول اللثة مع مرور الوقت إلى أكثر من 4 مم في نسبة كبيرة من الشباب الذين لديهم ضروس عقل منطمرة مرتبطة بالزيادة في علامات الالتهاب في المصل مثل إنترلوكين 6 ووالبروتين المتفاعل-C .
لا يُعتقد أن ازدحام الأسنان الأمامية ناتج عن بزوغ ضروس العقل على الرغم من أن هذا السبب يستخدمه العديد من أطباء الأسنان لتبرير خلع ضرس العقل.:141,

## التشخيص

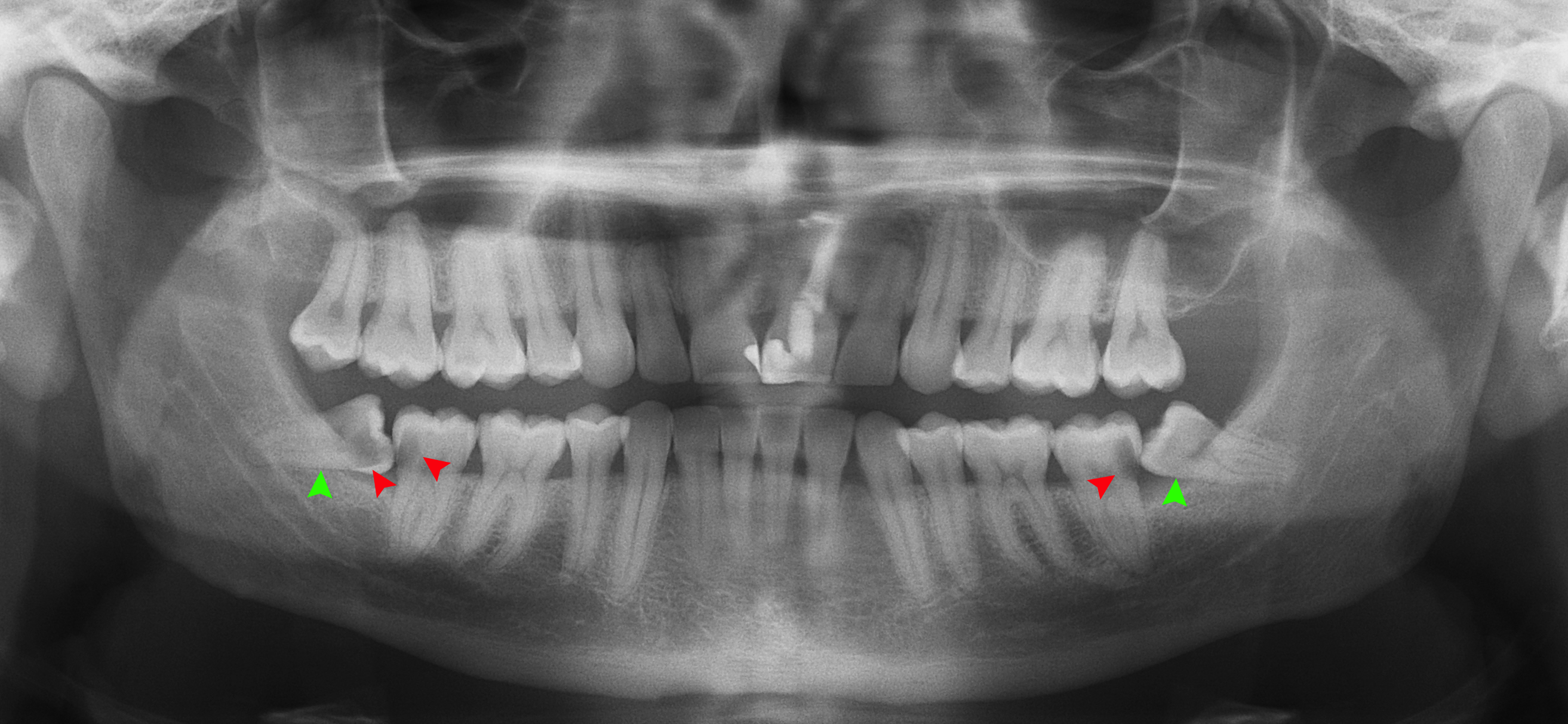
صورة شعاعية بانورامية لضرس عقل في الفك السفلي (سهام خضراء) لشخص يبلغ من العمر 26 عامًا يعاني تسوس الأسنان (سهام حمراء) على الأسنان المجاورة

يمكن إجراء تشخيص للانطمار سريريًا إذا كان جزء من ضرس العقل مرئيًا لتحديد حجمها وعمقها، وإذا كان عمر المريض كبيرًا بما فيه الكفاية، فمن غير المحتمل زيادة البزوغ أو تعديل مكانه.تستمر ضروس العقل في التحرك حتى سن 25 عامًا بسبب البزوغ، ثم تواصل بعض الحركة اللاحقة بسبب أمراض اللثة.
إذا لم يتم تقييم السن من خلال الفحص السريري وحده، يتم التشخيص باستخدام صورة شعاعية بانورامية أوCBCT. ضروس العقل التي لم تبزغ لا يزال لديها احتمالية البزوغ، يتم استخدام العديد من عوامل التخمين لتحديد فرصة انطمار ضرس العقل. نسبة المسافة بين طول تاج الضرس والمساحة المتاحة، وزاوية الضروس مقارنةً بالضروس الأخرى هما الأكثراستخدامًا في التخمين حيث تكون نسبة المساحة هي الأكثر دقة. على الرغم من القدرة على الحركة إلى مرحلة البلوغ المبكر، يمكن توقع احتمالية إصابة السن عندما تقل نسبة المساحة المتاحة لطول تاج السن عن 1.:141

## الفحص

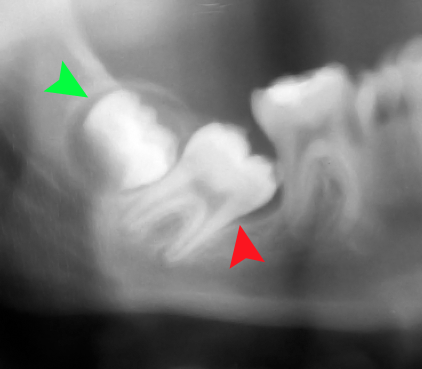
الضرس الثاني المنطمر (السهم الأحمر) مع ضرس عقل يتكون (السهم الأخضر)

لا يوجد معيار لفحص ضروس العقل. لقد تم الاقتراح عند عدم وجود أدلة تدعم الاحتفاظ بشكل روتيني بضروس العقل أو إزالتها، أن يتم الانتهاء من التقييم باستخدام صورة شعاعية بانورامية، تبدأ ما بين سن (16 و 25) مرة كل 3 سنوات. بمجرد وجود احتمال أن يتطور مرض في الأسنان، يوصى بإجراء مناقشة حول المخاطر الجراحية مقابل خطر الإبقاء على المدى الطويل مع جراح الفم والوجه والفكين أو أي طبيب آخر مدرب على تقييم ضرس العقل.. تستند هذه التوصيات إلى طب مسند بالدليل. قد تكون هناك حاجة إلى الفحص في سن أصغر إذا فشلت الأضراس الثانية (التي تظهر في سن ال12) في الظهور نظرًا لخروج ضرس العقل عن موضعه فيمنعهم من البزوغ..يمكن تجنب الصور الشعاعية إذا كانت غالبية السن مرئي في الفم.

## العلاج
ضروس العقل التي بزغت بالكامل وتقوم بوظيفتها الطبيعية لا تحتاج إلى عناية خاصة ويجب معالجتها مثل أي أسنان أخرى. ومع ذلك، من الأصعب اتخاذ قرارات علاجية بلضروس العقل الخالية من الأعراض والخالية من الأمراض، حيث يوجد احتمال كبير أن تتطور مرض مع مرور الوقت، ولكن لا يوجد أي شيء عند الفحص، أو في الأشعة السينية (انظر الجدل حول العلاج أدناه).

### العلاج المحلي

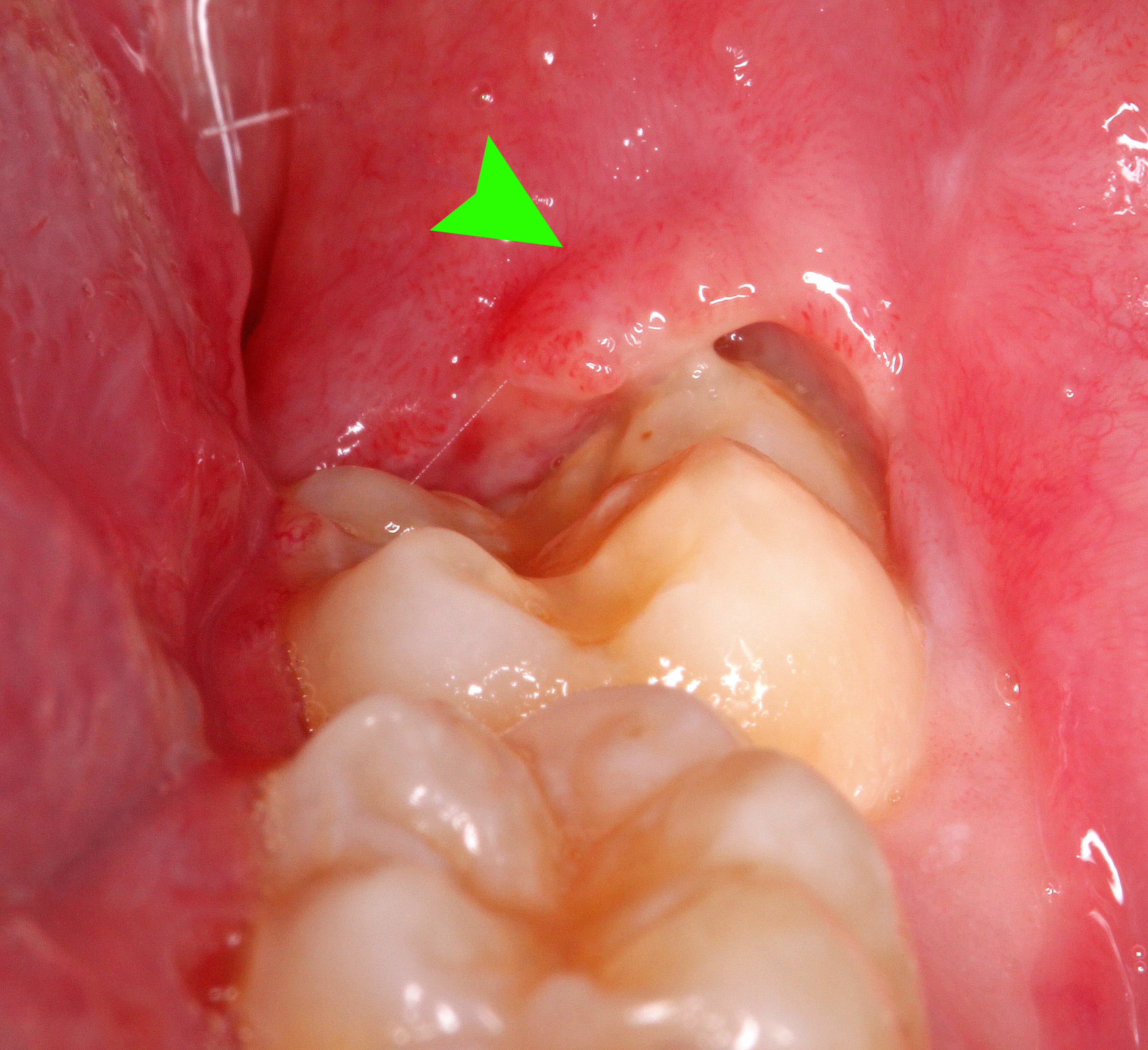
غطاء السن (السهم الأخضر) فوق الضرس الثالث في الفك السفلي الأيسر مع التهاب وتقيح (يمين السهم الأخضر تحت الأنسجة)

التهاب ما حول التاج هو التهاب في غطاء ضروس العقل المدفونة جزئياً. يمكن علاجها بالتنظيف الموضعي، وغسل المنطقة بمطهر، وبالمضادات الحيوية إذا كانت شديدة. يمكن أن يكون العلاج النهائي إزالة اللثة، ومع ذلك فإن تكرار الإصابة بهذه الالتهابات مرتفع. بالرغم من مساحة الأنسجة الصغيرة يجب أن ينظر بحذر إلى التهاب أنسجة ما حول التاج، لأنه يقع بالقرب من المساحات اللفافية في الرأس والعنق ويمكن أن يتطور إلى التهابات الرقبة التي تهدد الحياة.:440–441

### إزالة ضرس العقل
إزالة ضروس العقل (خلع الأسنان) هي أكثر العلاجات شيوعًا لضروس العقل المنطمرة. في الولايات المتحدة، تتم إزالة 10 ملايين من ضروس العقل سنويًأ. الإجراء يعتمد على عمق انحراف وزاوية السن، هو عمل شق بالمشرط في الغشاء المخاطي للفم، وإزالة عظم الفك السفلي أو الفك العلوي الذي يغطي الضرس، تقسيم الضرس واستخرجه على شكل قطع. يمكن استكمال ذلك تحت التخدير الموضعي أو التخدير الكلي.

#### الشفاء والمخاطر والمضاعفات
معظم الناس سيعانون من الألم والتورم (الذي يكون أشد ما يكون في أول يوم بعد العملية الجراحية) ثم العودة إلى العمل بعد يومين إلى ثلاثة أيام مع انخفاض معدل الانزعاج إلى حوالي 25 ٪ بحلول اليوم السابع بعد العملية الجراحية ما لم تتأثر بمشكلة التجويف الجاف: اضطراب من التئام الجروح التي تطيل الألم بعد العملية الجراحية. قد يستغرق الأمر من 4 إلى 6 أسابيع قبل تعافي المرضى تمامًا خلال مجموعة حركات الفك كاملة.
توصلت دراسة كوكرين إلى أن استخدام المضادات الحيوية إما قبل الجراحة أو بعدها مباشرة يقلل من خطر العدوى والألم والتجويف الجاف بعد خلع ضرس العقل بواسطة جراحي الفم، لكن استخدام المضادات الحيوية يؤدي أيضًا إلى مزيد من الآثار الجانبية لهؤلاء المرضى. اثني عشر مريضا تلقو المضادات الحيوية للوقاية من عدوى واحدة، ولكل 21 شخصًا تلقوا المضادات الحيوية كان من المحتمل حدوث حدث عكسي. كانت نتيجة المراجعة أن المضادات الحيوية التي تُعطى للأشخاص الأصحاء لمنع العدوى قد تسبب ضررًا أكبر من الفائدة لكل من المرضى الأفراد والسكان ككل.
اكتشف تحقيق كوكرين آخر أن الألم بعد العملية الجراحية يتم إدارته بشكل فعال إما باستخدام الإيبوبروفين أو الإيبوبروفين مع الأسيتامينوفين.
توجد العديد من الاختلافات في التقنية الجراحية. اعتبارًا من عام 2014، كانت الأدلة غير كافية للتوصية بنوع واحد من الممارسات الجراحية على نوع آخر.
يمكن أن تشمل المضاعفات طويلة الأجل مضاعفات اللثة مثل فقدان العظام على الضرس الثاني بعد إزالة ضرس العقل. يعد فقدان العظام من المضاعفات بعد إزالة الأسنان الحكيمة أمرًا غير مألوف لدى الشباب ولكنه يتواجد في 43٪ من الأشخاص البالغين من العمر 25 عامًا أو أكبر. الإصابات في العصب السنخي السفلي الذي يؤدي إلى تنميل أو خدر جزئي في الشفة السفلية والذقن يحدث بمعدلات تتفاوت بشكل كبير من 0.04٪ إلى 5٪. أكبر دراسة مأخوذة من دراسة استقصائية أجريت على 535 من جراحي الفم والوجه والفكين في كاليفورنيا، حيث تم الإبلاغ عن معدل 1: 2500.
ويعزى التباين الكبير في معدلات التقارير إلى الاختلافات في التقنية، وتجربة المريض وتجربة الجراح. تم الإبلاغ عن المضاعفات الأخرى غير الشائعة، بما في ذلك الـتواصل بالجيوب الأنفية المستمر، والأضرار التي لحقت الأسنان المجاورة، وإصابة العصب اللساني، تحرك الأسنان، التهاب العظم و وكسر الفك. التهاب العظم السنخي، العدوى بعد العملية الجراحية، النزيف المفرط قد يكون متوقعًا أيضًا.

#### الجدل العلاجي
يتم خلع العديد من ضروس العقل المنطمرة قبل سن 25، عندما يمكن توقع حدوث بزوغ كامل بشكل معقول وقبل أن تبدأ الأعراض أو المرض. وقد أدى ذلك إلى جدل علاجي يشار إليه عمومًا باسم خلع ضروس العقل الخالية من الأعراض.
في عام 2000، وضع المعهد الوطني للتميز السريري (NICE) في المملكة المتحدة مبادئ توجيهية  للحد من إزالة الأضراس الثالثة الخالية من الأمراض والتي تكون بدون أعراض، مشيرةً إلى عدد الأسنان المنطمرة الخالية من الأمراض والتي يتم إزالتها وتوفير التكاليف المحتملة على الأشخاص. يشير المدافعون عن السياسة إلى أنه يمكن مراقبة ضروس العقل المنطمرة وأن تجنب الجراحة يعني أيضًا تجنب النقاهة والمخاطر والمضاعفات والتكاليف المرتبطة بها. بعد تنفيذ إرشادات NICE، شهدت المملكة المتحدة انخفاضًا في عدد العمليات لضروس العقل المنطمرة بين عامي 2000 و 2006 وارتفاعًا في متوسط العمر عند الاستخراج من 25 إلى 31 عامًا. اعتمدت جمعية الصحة العامة الأمريكية سياسة مماثلة ضد إزالة الأضراس الثالثة قبل حدوث أي مشاكل.
يشير أولئك الذين يقفون مع استخراج ضروس العقل الخالية من الأعراض إلى أن ضروس العقل تطور عادةً أمراض اللثة أو التسوس التي قد تلحق الضرر في الأضراس الثانية في النهاية وأن هناك تكاليف مرتبطة بمراقبة أسنان الحكمة. يشيرون أيضًا إلى حقيقة أن هناك زيادة في معدل الإصابة بأمراض اللثة اللاحقة للعمليات الجراحية على الضرس الثاني،  صعوبة الجراحة ووقت الشفاء بعد العملية الجراحية مع تقدم العمر. شهدت المملكة المتحدة أيضًا زيادة في معدل تسوس الأسنان على الأضراس السفلية الثانية من 4 إلى 5٪ قبل إرشادات NICE إلى 19٪ بعد تبنيها.
على الرغم من أن معظم الدراسات توصلت إلى نتائج سلبية طويلة الأجل مثل زيادة الجيب اللثوي، فمن الواضح أن الإزالة المبكرة (قبل 25 عامًا)، والنظافة الجيدة بعد الجراحة والتحكم في البلاك، والافتقار إلى ما سبق أمراض اللثة قبل الجراحة هي أهم العوامل التي تقلل من احتمال النتائج السلبية بعد الجراحة.

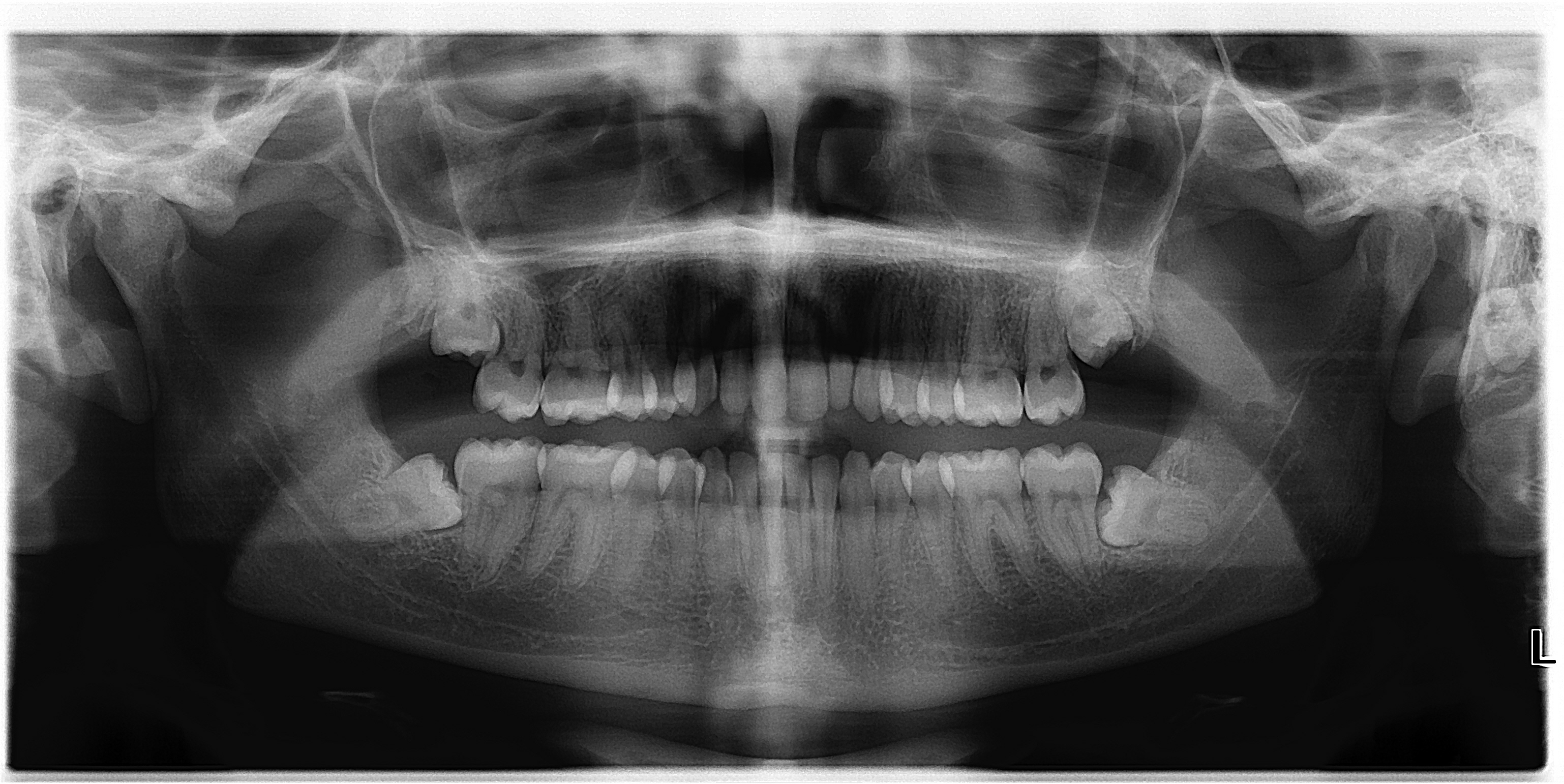
ضرس عقل منطمر خالٍ من الأمراض والأعراض عند شخص يبلغ 21 عامًا

تشير مراجعة كوكرين للإزالة الجراحية مقابل الاحتفاظ بضروس العقل المنطمرة الخالية من الأمراض إلى أن وجود ضروس العقل المنطمرة بدون أعراض قد تترافق مع زيادة خطر الإصابة بأمراض اللثة التي تؤثر على الضرس الثاني المجاور (يقاس بعمق سبر الجيب من الجهة البعيدة > 4   مم على ذلك الضرس) على المدى الطويل. ومع ذلك، فإن القليل من الدراسات قد استوفت المعايير التي يجب تضمينها في مراجعة كوكرين وتلك التي تم تضمينها قدمت أدلة ذات جودة منخفضة للغاية وكان لديها قدر كبير من التحيز. لم تجد دراسة أخرى أيضًا كانت متحيزة أي دليل يشير إلى أن إزالة أسنان الحكمة الخالية من الأمراض التي لا تظهر عليها أعراض لها تأثير على الازدحام في قوس الأسنان. كما أن هناك أدلة غير كافية لتسليط الضوء على الاختلاف في خطر التسوس مع أو بدون ضروس العقل المنطمرة.
وقد تم تحديد تجربة واحدة في المراهقين الذين لديهم علاج تقويم الأسنان بمقارنة إزالة ضروس العقل المنطمرة في الفك السفلي مع ابقائها. لقد فحصت فقط التأثير على الازدحام في القواطع السفلية وتم تصنيفها على أنها «منحازة للغاية» من قبل المؤلفين. وخلص الباحثون إلى أنه لا توجد أدلة كافية لدعم إما الإزالة الروتينية أو الاحتفاظ بضروس العقل المنطمرة بدون أعراض. أشارت تجربة منضبطة معشاة أجريت في المملكة المتحدة إلى أنه ليس من المعقول إزالة سن الحكمة المتأثرة الخالية من الأمراض لمجرد منع ازدحام القواطع حيث لا توجد أدلة قوية كافية لإظهار هذا الارتباط.
نظرًا لعدم وجود أدلة كافية لتحديد ما إذا كان يجب إزالة هذه الأسنان أم لا، ينبغي أن تؤخذ تفضيلات المريض وقيمه في الاعتبار ومن خلال الخبرة السريرية للطبيب والنظر بعناية للمخاطر والفوائد للقيام بتحديد العلاج. إذا تقرر الاحتفاظ بضروسالعقل المنطمرة الخالية من الأمراض، فمن المستحسن إجراء تقييم سريري على فترات منتظمة لمنع النتائج غير المرغوب فيها (التهاب نسيج حول التاج، امتصاص الجذر، تكوين الكيس، تكوين الورم، الالتهاب / العدوى).

### استئصال التاج

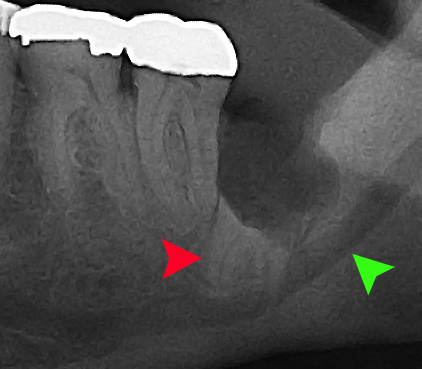
أشعة سينية لضرس عقل منطمر بعد استئصال التاج و التي تظهر بقايا الجذر (السهم الأحمر) والعصب السنخي السفلي (السهم الأخضر)

استئصال التاج هو إجراء يتم فيه إزالة تاج ضرس العقل المنطمر، ولكن يتم ترك الجذور في مكانها عن قصد. يشار إلى أنه يمكن عمله عندما لا يكون هناك مرض في لب الضرس أو عدوى حول تاج الضرس، وهناك خطر كبير من إصابة العصب السنخي السفلي .
في حين أن استئصال التاج يقلل الخطر المباشر على وظيفة العصب السنخي السفلي فإن لديه معدلات مضاعفاته الخاصة ويمكن أن يؤدي إلى عمليات جراحية متكررة. يتم تخلخل ما بين 2.3٪ و 38.3٪ من الجذور أثناء العملية وتحتاج إلى إزالتها وتحتاج نسبة 4.9٪ من الحالات إلى إعادة العملية بسبب الألم المستمر أو تعري الجذر أو الالتهابات المستمرة. كما تم الإبلاغ عن تحرك الجذور وتغير مكانها في 13.2 ٪ إلى 85.9 ٪ من الحالات.

## المآل
يعتمد تشخيص ضرس العقل المنطمر على عمق الانطمار. عندما يفتقر إلى التواصل مع الفم، فإن الخطر الرئيسي هو احتمال حدوث كيس أو ورم في الأنسجة المحيطة بالضرس (مثل جريب الأسنان)، وهو أمر غير شائع نسبيًا.
بمجرد التواصل مع الفم، لا يمكن التنبؤ بظهور المرض أو الأعراض ولكن فرصته تزداد مع تقدم العمر. أقل من 2 ٪ من ضروس العقل خالية من أي أمراض لثة أو تسوس عند سن 65. علاوة على ذلك، وجدت العديد من الدراسات أن ما بين 30٪ - 60٪ من الأشخاص الذين لديهم ضروس عقل منطمر بدون أعراض سابقًا قد يستخرجونها بسبب الأعراض أو المرض، بعد 4-12 سنة من الفحص الأولي.
خلع ضرس العقل يزيل المرض من ضرس العقل نفسه، ويبدو أيضًا أنه يحسن حالة اللثة الخاصة بالضرس الثاني، على الرغم من أن هذه الفائدة تقل بعد عمر 25 عامًا.

## علم الأوبئة
نظرت القليل من الدراسات إلى النسبة المئوية للوقت الذي يوجد فيه ضرس العقل أو معدل بزوغ ضرس العقل. ويطلق على عدم وجود ما يصل إلى خمسة أسنان (باستثناء الأضراس الثالثة، أي ضروس العقل) نقص الأسنان. تحدث الأضراس الثالثة المفقودة في 9-30 ٪ من السكان الذين شملتهم الدراسة. أظهرت إحدى الدراسات الواسعة النطاق التي أجريت على مجموعة من الشباب في نيوزيلندا أن 95.6٪ لديهم على الأقل ضرس عقل واحد مع معدل بزوغ 15٪ في الفك العلوي و 20٪ في الفك السفلي. ووجدت دراسة أخرى أجريت على 5000 مجند في الجيش أن هناك 10767 من أسنان الحكمة المنطمرة. :246 تم العثور على أن تكرر الأضراس السفلية المنطمرة بنسبة 72 ٪ في دراسة سويدية،  وتكرر ضروس العقل المنطمرة التي تظل خالية من المرض وتقدر الأعراض ما بين 11.6 ٪ إلى 29 ٪، وهي نسبة تقل مع تقدم العمر.
قدرت نسبة إزالة ضرس العقل بواقع 4 لكل 1000 شخص في إنجلترا وويلز قبل إرشادات NICE 2000.

## التاريخ

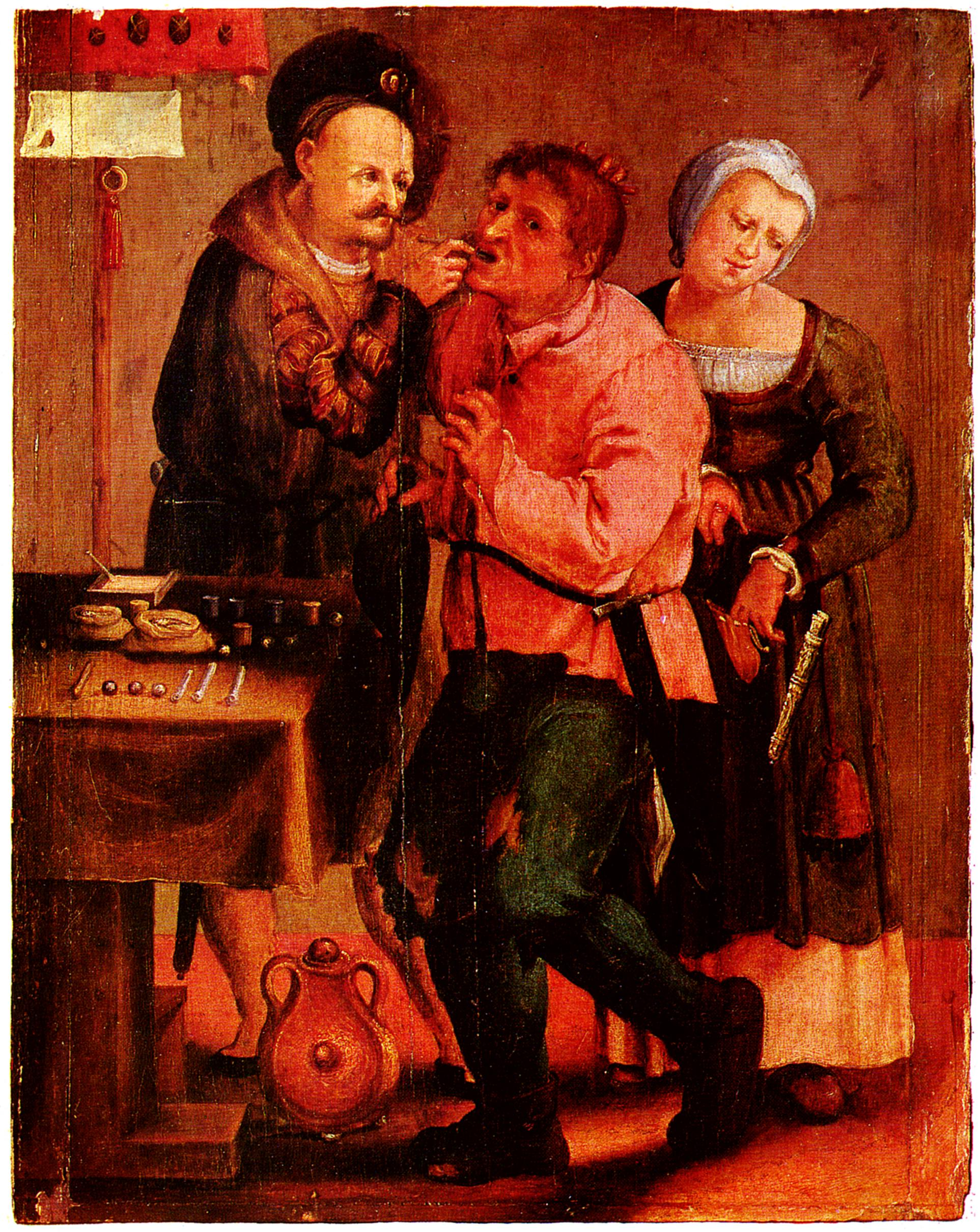
مزارع عند طبيب الأسنان ، يوهان ليس ، ج. 1616-1617.

تم وصف ضروس العقل في النصوص القديمة لأفلاطون وأبقراط. "Teeth of wisdom" هي من اللاتينية، dentes sapientiæ ، والتي بدورها مستمدة من مصطلح أبقراط، أتباع سوشونستر ، من السيفرون اليوناني، وهذا يعني الحكمة.
اعتقد تشارلز داروين أن ضروس العقل في تدهور مع التطور، والذي أثبت معاصره باولو مانتيغزا فيما بعد أنه غير صحيح عندما اكتشف أن داروين لم يفتح عظام فك العينات للعثور على ضروس عقل منطمرة عالقة في الفك.
في أواخر القرن التاسع عشر وأوائل القرن العشرين، أدى تجمع التقنية المعقمة والتخدير والأشعة إلى جعل الجراحة الروتينية على ضروس العقل ممكنة. يصف نص John Tomes لعام 1873 «نظام جراحة الأسنان» تقنيات إزالة «الأضراس الثالثة» بما في ذلك أوصاف إصابة العصب السنخي السفلي، وكسر الفك، وتمدد البؤبؤ بعد وضع الأفيون في التجويف العظمي بعد خلع الضرس. تتكهن نصوص أخرى من هذا الوقت تقريبًا، بأنها عرضة للتسوس وتناقش حول ما إذا كانت تؤدي إلى ازدحام الأسنان الأخرى أم لا.